# Усман Діао
Усма́н Діао́ (фр. Ousmane Diao; нар. 8 червня 2004, Дакар) — сенегальський футболіст, захисник данського клубу «Мідтьюлланн».

## Клубна кар'єра

### «Мафра»
Почав займатися футболом в юнацькій команді «Уакам», а 2019 року приєднався до академії клубу «Дару Салам». У січні 2023 року перейшов до португальского клубу «Мафра» з Сегунда-ліги. 29 січня 2023 року дебютував за «Мафру» в матчі Сегунда-ліги проти «Олівейренсе».
19 серпня 2023 року в поєдинку Сегунда-ліги проти клубу «Пасуш-де-Феррейра» забив свій перший м'яч у професіональній кар'єрі. Всього в сезоні 2023–24 провів за «Мафру» 37 матчів, у яких відзначився 2 голами.

### «Мідтьюланн»
27 червня 2024 року перейшов у данський «Мідтьюлланн», підписавши п'ятирічний контракт. 19 липня дебютував за «Мідтьюлланн», вийшовши в стартовому складі в матчі Суперліги проти «Орхуса». Дебютував у єврокубках 23 липня в поєдинку кваліфікації Ліги чемпіонів УЄФА проти андоррського клубу «Уніо Еспортива» і відзначився своїм першим м'ячем за клуб. 1 вересня в матчі проти «Сількеборга» забив свій перший гол у Суперлізі.

## Статистика виступів
Станом на 22 квітня 2025
| Клуб              | Сезон             | Чемпіонат         | Чемпіонат | Чемпіонат | Кубок | Кубок | Єврокубки | Єврокубки | Інші  | Інші | Всього | Всього |
| Клуб              | Сезон             | Дивізіон          | Матчі     | Голи      | Матчі | Голи  | Матчі     | Голи      | Матчі | Голи | Матчі  | Голи   |
| ----------------- | ----------------- | ----------------- | --------- | --------- | ----- | ----- | --------- | --------- | ----- | ---- | ------ | ------ |
| Мафра             | 2022–23           | Сегунда-ліга      | 13        | 0         | 0     | 0     | —         | —         | —     | —    | 13     | 0      |
| Мафра             | 2023–24           | Сегунда-ліга      | 33        | 2         | 3     | 0     | —         | —         | 1     | 0    | 37     | 2      |
| Мафра             | Всього            | Всього            | 46        | 2         | 3     | 0     | —         | —         | 1     | 0    | 50     | 2      |
| Мідтьюлланн       | 2024–25           | Суперліга         | 22        | 4         | 2     | 0     | 14        | 2         | 0     | 0    | 39     | 6      |
| Всього за кар'єру | Всього за кар'єру | Всього за кар'єру | 68        | 6         | 5     | 0     | 15        | 2         | 1     | 0    | 89     | 8      |

1. ↑  Матчі в Кубку португальської ліги
2. ↑  5 матчів і 1 гол в Лізі чемпіонів УЄФА, 10 матчів та 1 гол у Лізі Європи УЄФА

## Досягнення
Особисті досягнення
- Команда місяця данської Суперліги (2): вересень 2024[12], березень 2025[13]